# Улу-Теляцька сільська рада
Улу-Теля́цька сільська рада (рос. Улу-Телякский сельский совет) — муніципальне утворення у складі Іглінського району Башкортостану, Росія. Адміністративний центр — село Улу-Теляк.

## Населення
Населення — 3368 осіб (2019, 3616 в 2010, 3504 в 2002).

## Склад
До складу поселення входять такі населені пункти:
| Населений пункт         | Населення, осіб (2002) | Населення, осіб (2010) |
| ----------------------- | ---------------------- | ---------------------- |
| Висока, присілок        | 15                     | 9                      |
| Казаяк-Кутуш, присілок  | 54                     | 41                     |
| Кіровський, присілок    | 65                     | 72                     |
| Кузнецовський, присілок | 1                      | 0                      |
| Лемеза, присілок        | 29                     | 24                     |
| Улу-Теляк, село         | 3281                   | 3408                   |
| Фаткулліно, присілок    | 46                     | 48                     |
| Шуктеєво, присілок      | 13                     | 14                     |